# Karin Illgen
Karin Illgen (née le 7 avril 1941 à Greifswald) est une athlète allemande, spécialiste du lancer du disque. 
Représentant la République démocratique allemande, elle remporte la médaille de bronze du lancer du disque lors des championnats d'Europe 1969, devancée par les Soviétiques Tamara Danilova et Lyudmila Muravyova. L'année suivante, elle remporte la médaille d'or des Universiades d'été.
Elle remporte la Coupe d'Europe des nations 1967 et 1970. Elle se classe 10e des Jeux olympiques de 1968 à Mexico.
Elle établit la meilleure performance mondiale de l'année 1970 avec un lancer à 63,66 m.